# دين جونز (لاعب كريكت)
دين جونز (24 مارس 1961 في أستراليا - 24 سبتمبر 2020) (بالإنجليزية: Dean Jones)‏ هو معلق رياضي ومدرب رياضي ولاعب كريكت أسترالي. شارك مع منتخب أستراليا الوطني للكريكت. أما مع فريق رياضي، فقد لعب مع فريق فكتوريا للكريكت ونادي مقاطعة ديربيشاير للكريكت ‏ ونادي مقاطعة دورهام للكريكت ‏ ونادي ملبورن للكريكت ‏ ونادي كارلتون للكريكت ‏.

## وصلات خارجية
- دينيسي جونز على موقع إي آس بي آن كريك إنفو (الإنجليزية)